# Полет 705 на „Пакистан Интернешънъл Еърлайнс“
Полет 705 на „Пакистан Интернешънъл Еърлайнс“ е редовен международен пътнически полет от летище „Карачи“, Карачи, Пакистан, до летище „Лондон Хийтроу“, Лондон, Великобритания, с планирани междинни кацания в Дахран (Саудитска Арабия), Кайро (Египет) и Женева (Швейцария), управляван от „Пакистан Интернешънъл Еърлайнс“. На 20 май 1965 г. самолетът „Боинг 720B“, който изпълнява полета, се разбива и запалва близо до международното летище „Кайро“, малко след като пилотът съобщава за проблем със задкрилките и предкрилките. Шестима от пътниците са изхвърлени от останките, докато всички останали 121 души на борда умират. Сред загиналите е китайският авиоконструктор Хуанг Джицян, който е главен конструктор на изтребителя „Шънян J-8“.
Вероятната причина за катастрофата е, че „самолетът не е поддържал адекватната височина за трасето и е продължил да се спуска, докато не е докоснал земята. Причината за това необичайно продължаване на спускането е неизвестна“.
Това най-смъртоносната авиационна катастрофа в Египет по това време и третата най-смъртоносна към юли 2025 г. Това е и най-смъртоносната авиационна катастрофа с „Боинг 720“.